# Jean-Romary Grosjean
Pour les articles homonymes, voir Grosjean.
Jean-Romary Grosjean (Romary), né le 12 janvier 1815 à Rochesson (Vosges) et décédé le 13 février 1888 à Saint-Dié, est un organiste, compositeur et éditeur français.

## Biographie
À 12 ans, il est organiste de sa paroisse, l'église Saint-Blaise. En 1831, il se retrouve à Padoux, puis à Remiremont en 1837.
Le 24 décembre 1839, il est élu par concours organiste titulaire de la cathédrale de Saint-Dié, poste qu’il occupe jusqu’à sa mort en 1888.
Il étudie à Strasbourg avec Théophile Stern, puis à Paris, l’orgue avec Boëly et le piano avec Stamaty.
Il est l’oncle d’Ernest Grosjean dont il fut aussi le premier professeur de musique.

## Activités
Il publie l'Album d'un Organiste catholique en 1856, réédité plusieurs fois.
En 1859, il fonde le Journal des Organistes, revue bimensuelle comprenant des pièces pour orgue ou harmonium destinées aux organistes de paroisse, qu’il publie à Saint-Dié jusqu’à sa mort en 1888.
On lui doit aussi des ouvrages importants, comme un Recueil de trois cents versets (pour orgue) dans tous les tons les plus usités, choisis dans tous les ouvrages des meilleurs maitres allemands (1850), dont Fétis a fait l'éloge dans sa Biographie universelle des musiciens